# Torneo Acropolis 1993
Il Torneo Acropolis 1993 si è svolto dall'8 al 10 giugno 1993.
Gli incontri si sono svolti nell'impianto ateniese "Palasport della Pace e dell'Amicizia".

## Squadre partecipanti
1. Bulgaria
2. Grecia
3. Russia
4. Università USA

## Risultati
| Atene 8 giugno | Grecia | 95 – 81 | Bulgaria | Palasport della Pace e dell'Amicizia |

| Atene 8 giugno | Russia | 84 – 82 | Università USA | Palasport della Pace e dell'Amicizia |

| Atene 9 giugno | Grecia | 108 – 89 | Russia | Palasport della Pace e dell'Amicizia |

| Atene 9 giugno | Bulgaria | 85 – 76 | Università USA | Palasport della Pace e dell'Amicizia |

| Atene 10 giugno | Grecia | 74 – 52 | Università USA | Palasport della Pace e dell'Amicizia |

| Atene 10 giugno | Bulgaria | 87 – 78 | Russia | Palasport della Pace e dell'Amicizia |

## Classifica Finale
| -  | Team           | PT | V - P |
| -- | -------------- | -- | ----- |
| 1. | Grecia         | 6  | 3 - 0 |
| 2. | Bulgaria       | 4  | 2 - 1 |
| 3. | Russia         | 2  | 1 - 2 |
| 4. | Università USA | 0  | 0 - 3 |